# Луцій Юлій Цезар (монетарій)
Луцій Юлій Цезар II (*Lucius Iulius Caesar, 170 до н. е. —після 129 до н.е.) — політичний діяч Римської республіки.

## Життєпис
Походив з патрциіанського роду Юліїв. Син Секста Цезаря, консула 157 року до н. е.
У 141 році до н. е. обіймав посаду монетарія. У 130 році до н. е. був претором. У 129 році до н. е. засвідчив постанову сенату про Пергамську землю. Подальша доля не відома.

## Родина
Дружина — Попілія Ліна
Діти:
- Луцій Юлій Цезар, консул 90 року до н. е.
- Гай Юлій Цезар Страбон Вопіск, курульний еділ 90 року до н. е.